# Cardiocondyla nigrocerea
Cardiocondyla nigrocerea är en myrart som beskrevs av Vladimir Aphanasjevich Karavaiev 1935. Cardiocondyla nigrocerea ingår i släktet Cardiocondyla och familjen myror. Inga underarter finns listade.